# Amoklauf an der Sandy Hook Elementary School
Der Amoklauf an der Sandy Hook Elementary School ereignete sich am Vormittag des 14. Dezember 2012 im US-Bundesstaat Connecticut in der Kleinstadt Newtown, rund 100 Kilometer nordöstlich von New York City. Bei dem Amoklauf starben insgesamt 28 Menschen, darunter 20 Kinder, sechs Angestellte der Grundschule (Elementary School) sowie die Mutter des Täters. Der Täter, der 20-jährige Adam Lanza aus Newtown, erschoss sich anschließend selbst. Sandy Hook ist ein Ortsteil von Newtown.
Gemessen an der Zahl der Todesopfer war es nach dem Amoklauf an der Virginia Tech (2007) der zweitschwerste Amoklauf an einer Schule in der Geschichte der Vereinigten Staaten.

## Tatverlauf

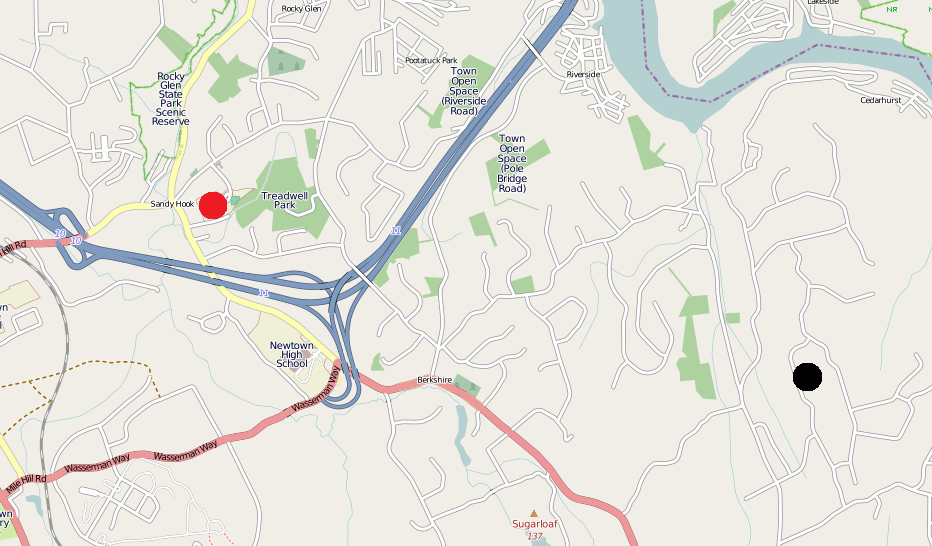
Kartenausschnitt von Newtown, CT
(rote Markierung: Position der Schule, schwarze Markierung: Wohnhaus des Täters und seiner Mutter)

Nach dem von den Ermittlungsbehörden rekonstruierten Tathergang tötete Adam Lanza zunächst am Morgen des 14. Dezember 2012 seine Mutter in dem gemeinsamen Wohnhaus in Newtown mit vier Schüssen in den Kopf. Anschließend fuhr er mit dem PKW seiner Mutter zur acht Kilometer entfernten Sandy Hook Elementary School. Dabei führte er vier Schusswaffen aus dem legalen Besitz seiner Mutter mit sich: ein halbautomatisches Gewehr der Marke Bushmaster ACR, eine Pistole Glock 20, eine Pistole SIG Sauer P226 und eine Selbstladeflinte Saiga-12. Die selbstladende Schrotflinte wurde in dem Verlauf des Amoklaufs jedoch nicht benutzt, sondern im Nachhinein im Kofferraum des Wagens des Täters aufgefunden.
Lanza gelangte in die Schule, indem er eine der Eingangstüren durchschoss. In der Schule erschoss er zwölf Mädchen und acht Jungen im Alter von sechs und sieben Jahren sowie sechs Frauen. Alle Opfer hatten mehrere Schusswunden, ein Sechsjähriger wies elf Schusswunden auf.
Eines seiner ersten Opfer auf dem Schulgelände war die Direktorin Dawn Lafferty Hochsprung. Sie hatte erst im Herbst 2012 neue Sicherheitsmaßnahmen eingeführt; so waren u. a. die Schultüren ab 9:30 Uhr verschlossen. Zwei Erwachsene wurden bei dem Amoklauf verwundet, darunter die stellvertretende Direktorin.
Laut Augenzeugenberichten stellten sich insgesamt fünf der getöteten Erwachsenen schützend vor Kinder.

## Opfer
Erwachsene
- Rachel D’Avino, 29, Hilfslehrerin
- Dawn Hochsprung, 47, Direktorin
- Anne Marie Murphy, 52, Hilfslehrerin
- Lauren Rousseau, 30, Lehrerin
- Mary Sherlach, 56, Schulpsychologin
- Victoria Leigh Soto, 27, Lehrerin

Schüler
- Charlotte Bacon, 6
- Daniel Barden, 7
- Olivia Engel, 6
- Josephine Gay, 7
- Dylan Hockley, 6
- Madeleine Hsu, 6
- Catherine Hubbard, 6
- Chase Kowalski, 7
- Jesse Lewis, 6
- Ana Marquez-Greene, 6
- James Mattioli, 6
- Grace McDonnell, 7
- Emilie Parker, 6
- Jack Pinto, 6
- Noah Pozner, 6
- Caroline Previdi, 6
- Jessica Rekos, 6
- Avielle Richman, 6
- Benjamin Wheeler, 6
- Allison Wyatt, 6

Mutter des Täters
- Nancy Lanza, 52

Täter
- Adam Lanza, 20

Der Täter erschoss insgesamt 27 Menschen, darunter 6 Mitarbeiterinnen der Schule im Alter von 27 bis 56 Jahren, zwanzig Erstklässler (zwölf Mädchen, acht Jungen) und seine Mutter (52).

## Täter
Adam Lanza (* 22. April 1992; † 14. Dezember 2012) wuchs in Newtown auf. Für viereinhalb Jahre war Lanza Schüler an der Schule. Zum Zeitpunkt der Tat wohnte er gemeinsam mit seiner Mutter Nancy Lanza etwa acht Kilometer von der Schule entfernt und hatte ein unbelastetes Führungszeugnis.
Im Alter von 13 Jahren wurde bei dem Täter ein Asperger-Syndrom diagnostiziert.
Es gibt keine klaren Hinweise auf das Motiv des Täters. Vor der Tat beschädigte er eine Festplatte seines Computers.
Auch der am 25. November 2013 veröffentlichte offizielle Abschlussbericht der ermittelnden Staatsanwaltschaft nennt kein Motiv des Täters oder eine Erklärung dafür, warum gerade die Sandy Hook Elementary School Ziel seiner Taten wurde. Daten, die das Navigationsgerät in Lanzas Fahrzeug speicherte, belegen, dass dieser nach dem Mord an seiner Mutter bis zum Beginn des Amoklaufs offenbar wahllos mehrere Schulen in Newtown abfuhr. Adam Lanza wurden „gravierende psychische Probleme“ attestiert. In den Monaten vor der Tat habe er sich praktisch völlig aus seiner Umgebung und von seinen Mitmenschen zurückgezogen, einschließlich seiner Mutter, mit der er, obwohl im selben Haus wohnend, nur noch per E-Mail kommunizierte. Lanza wird auf Grundlage der Ermittlungen als Waffenfanatiker mit einer Faszination für Massenmorde wie den Amoklauf an der Columbine High School beschrieben. Er gehörte dem School Shooter Fandom an.

## Reaktionen
Präsident Obama sagte am Nachmittag des 14. Dezember 2012 in einer kurzen, im Fernsehen live übertragenen Ansprache: „Wir haben in den vergangenen Jahren zu viele dieser Tragödien durchgemacht“ und deutete Konsequenzen an: „Wir müssen zusammenkommen und bedeutsam handeln, um Tragödien wie diese zu verhindern – ohne Rücksicht auf Parteipolitik“. Er ordnete an, die Flagge der Vereinigten Staaten an allen öffentlichen Gebäuden und amerikanischen Militärbasen im In- und Ausland auf halbmast zu setzen.
Amerikanische Fernsehsender änderten ihr geplantes Programm und verzichteten auf Ausstrahlungen von neuen Folgen der Serien Family Guy, American Dad und Haven. Auch die Filmpremieren der Filme Django Unchained und Jack Reacher wurden deshalb verschoben. Die Zeitung The Herold platzierte in einem Bericht über den Amoklauf eine Anzeige für ein Waffengeschäft, was zu einer Kontroverse führte.
Einen Tag nach der Tat äußerte sich Adam Lanzas Vater wie folgt:

“Our hearts go out to the families and friends who lost loved ones and to all those who were injured. Our family is grieving along with all those who have been affected by this enormous tragedy. No words can truly express how heartbroken we are. We are in a state of disbelief and trying to find whatever answers we can. We too are asking why. We have cooperated fully with law enforcement and will continue to do so. Like so many of you, we are saddened, but struggling to make sense of what has transpired.”

„Wir sind mit unseren Herzen bei den Familien und Freunden, die einen geliebten Menschen verloren, und bei allen, die verwundet wurden. Unsere Familie trauert gemeinsam mit allen, die von dieser furchtbaren Tragödie betroffen sind. Wie erschüttert wir sind, lässt sich gar nicht in Worte fassen. Wir können das selbst nicht glauben und versuchen, so gut es geht, Antworten zu finden. Auch für uns bleibt die Frage nach dem Warum. Wir arbeiten eng mit den Behörden zusammen und werden das auch weiterhin tun. Wir sind bedrückt, wie so viele von euch, aber es fällt schon schwer, allein zu begreifen, was geschehen ist.“

Auch Bundeskanzlerin Angela Merkel bekundete in einer Pressemitteilung ihr Mitgefühl und äußerte, diese Tat mache sie tieftraurig.
Die National Rifle Association forderte am 21. Dezember, jede Schule von bewaffneten Polizisten oder Wachpersonal schützen zu lassen. Selbst republikanische Befürworter eines Rechts auf Waffenbesitz äußerten sich entsetzt über diesen Vorschlag. Scott Brown, damals im US-Senat für Massachusetts, trat sogar als erster republikanischer Politiker hervor, der sich für ein landesweites Verbot von Sturmgewehren aussprach, rückte von diesem Standpunkt später jedoch wieder ab.
Das FBI verhaftete am 27. Dezember 2012 die 37-jährige Nouel Alba aus der New Yorker Bronx, nachdem diese versucht hatte, sich über Crowdfunding Geld zu erschleichen. Alba gab sich als Verwandte eines der Opfer aus und bat, sie wegen des Verlustes finanziell zu unterstützen.
Am 2. Januar 2013 bezogen die überlebenden Kinder und Lehrer als Übergangsquartier die Chalk Hill Middle School im rund 15 Kilometer entfernten Städtchen Monroe, Connecticut. Die Schule hatte seit ihrer Schließung im Jahr 2010 leer gestanden.
Das Online-Magazin Slate und andere private Initiativen zählen und veröffentlichen seit dem Amoklauf in Newtown, wie viele Menschen in den USA durch Schusswaffen umgekommen sind. Am 3. Januar 2013 waren es 409 Erschossene.
Die jüngsten von den zuständigen Centers for Disease Control offiziell veröffentlichten Zahlen sind (Stand Anfang Januar 2013) die des Jahres 2010; darum schließt diese Zählung eine Lücke.
Am 15. Februar 2013 wurden die erschossenen Lehrerinnen von US-Präsident Obama mit der Bürgermedaille des Präsidenten (Presidential Citizens Medal) ausgezeichnet. Die Hinterbliebenen nahmen diese zweithöchste zivile Auszeichnung in einer Zeremonie im Weißen Haus entgegen.
Angehörige von Opfern des Verbrechens reichten gegen den Radiomoderator und Verschwörungstheoretiker Alex Jones vor Gericht in Connecticut und Texas in neun Fällen Klage auf Schadenersatz wegen Verleumdung ein. Jones hatte die Tat auf seiner Website als „gigantischen Hoax“ bezeichnet und behauptet, die Angehörigen der Schüler seien in Wahrheit bezahlte Schauspieler gewesen. Der Vater eines getöteten Kindes berichtete, die Familie sei daraufhin bedroht und belästigt worden, unter anderem mit der Behauptung, sein Sohn habe gar nicht existiert. Der amerikanische Präsident Donald Trump bescheinigte Jones hingegen einen „fantastischen Ruf“. 2017 wurde eine Frau aus Florida zu fünf Monaten Haft verurteilt, weil sie dem Vater eines getöteten Kindes eine Sprachnachricht mit einer Todesdrohung geschickt hatte. Eine Richterin in Texas erließ 2021 ein Versäumnisurteil in zwei Fällen gegen Jones, weil er nicht mit der Justiz zusammengearbeitet habe. Am 12. Oktober 2022 entschied eine Jury, dass er 965 Millionen US-Dollar Schadenersatz an die Angehörigen der Opfer bezahlen muss.

## Gedenkfeier

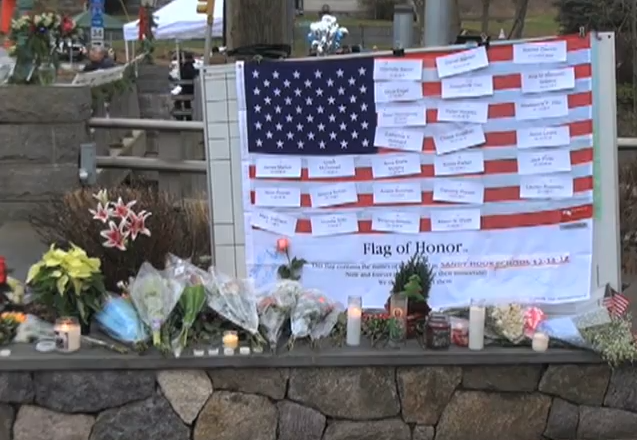
Blumenniederlegung vor der Sandy Hook Elementary School

Am Abend des 16. Dezember 2012 fand die zentrale Gedenkfeier mit Präsident Obama in der St. Rose of Lima Roman Catholic Church in Newtown statt. Bei der Trauerfeier kamen Geistliche verschiedener Religionen zu Wort. Etwa sechs Stunden vor der Trauerfeier hatte es mehrere Bombendrohungen gegeben, woraufhin die Kirche und ein nebenstehendes Gebäude geräumt und anschließend durchsucht wurden.

## Auswirkungen
Mitte Januar 2013 sind im US-Bundesstaat New York deutlich strengere Gesetze in Kraft getreten. Gouverneur Andrew Cuomo unterschrieb ein neues Gesetzespaket, das Sturmgewehre in privater Hand und Magazine mit mehr als sieben Schuss verbietet. Präsident Obama präsentierte am 16. Januar 2013 Vorschläge zur Verschärfung des Waffenrechts. Er schlug unter anderem ein Verbot von halbautomatischen Gewehren in Privatbesitz und eine Überprüfung sämtlicher Waffenkäufer vor. Die Vorschläge fanden keine Mehrheit im US-Kongress.
Auch im US-Bundesstaat Colorado wurde ein schärferes Waffengesetz verabschiedet.
Ein kolumbianischer Modedesigner bot später beschusshemmende Produkte für Kinder in den USA an.
Anfang April 2013 stimmte der Senat von Connecticut mit 26 zu 10 Stimmen einem schärferen Waffengesetz zu. Es verbietet u. a. 100 Sturmgewehr-Fabrikate, beschränkt die maximal zulässige Zahl von Patronen pro Magazin auf zehn und hebt das Mindestalter für Waffenkäufer von 18 auf 21 Jahren an. Auch soll ein staatliches Register eingeführt werden, das Personen mit Vorstrafen wegen Waffendelikten aufführt. Am 4. April 2013 wurde das Gesetz von Connecticuts Gouverneur Dan Malloy unterzeichnet.
Das Schulgebäude wurde innerhalb eines Jahres nach den Ereignissen abgerissen.
Im Januar 2016, ein Jahr vor Ende seiner Amtszeit, nahm Präsident Obama in einer eindringlichen Rede anlässlich der seinerzeitigen Reformbemühungen des amerikanischen Waffenrechts unter Tränen ausdrücklich Bezug auch auf die Ereignisse in Newtown.
Im März 2019 starb Jeremy Richman, der Vater von Avielle Richman, durch Suizid.
2022 kam es zu einer gerichtlichen Vereinbarung der Firma Remington Arms mit Opferfamilien über eine Entschädigungszahlung in Höhe von 73 Millionen US-Dollar.
Im August 2022 fand ein Gerichtsverfahren gegen Alex Jones, angestoßen durch die Familien der Opfer, statt, da der rechtsextreme Verschwörungstheoretiker auf seinem Onlineportal behauptet hatte, dass der Amoklauf nur inszeniert gewesen sei. Er wurde zu einer Entschädigungszahlung von 4,1 Millionen Dollar verurteilt. Im Oktober 2022 wurde Jones verurteilt, 965 Millionen Dollar Schadensersatz an die Familien der Opfer von Sandy Hook zu zahlen.